# Ангелци
Ангелци (мкд. Ангелци) су насеље у Северној Македонији, у југоисточном делу државе. Ангелци су у саставу општине Васиљево.

## Географија
Ангелци су смештени у југоисточном делу Северне Македоније. Од најближег града, Струмице, насеље је удаљено 7 km северно.
Насеље Ангелци се налази у историјској области Струмица. Насеље је положено у западном делу плодног Струмичког поља. Западно од насеља протиче река Струмица. Надморска висина насеља је приближно 240 метара.
Месна клима је блажи облик континенталне због близине Егејског мора (жарка лета).

## Становништво
Ангелци су према последњем попису из 2002. године имали 913 становника.
Турци су до половине 20. века чинили већину становништва, али су се потом у великом броју спонтано иселили у матицу.
| Националност | Становника |
| Македонци    | 857        |
| Албанци      | 0          |
| Турци        | 34         |
| Роми         | 0          |
| Власи        | 0          |
| Срби         | 1          |
| остали       | 21         |

Претежна вероисповест месног становништва је православље.